# Museo de Soldaditos de Plomo L’Iber

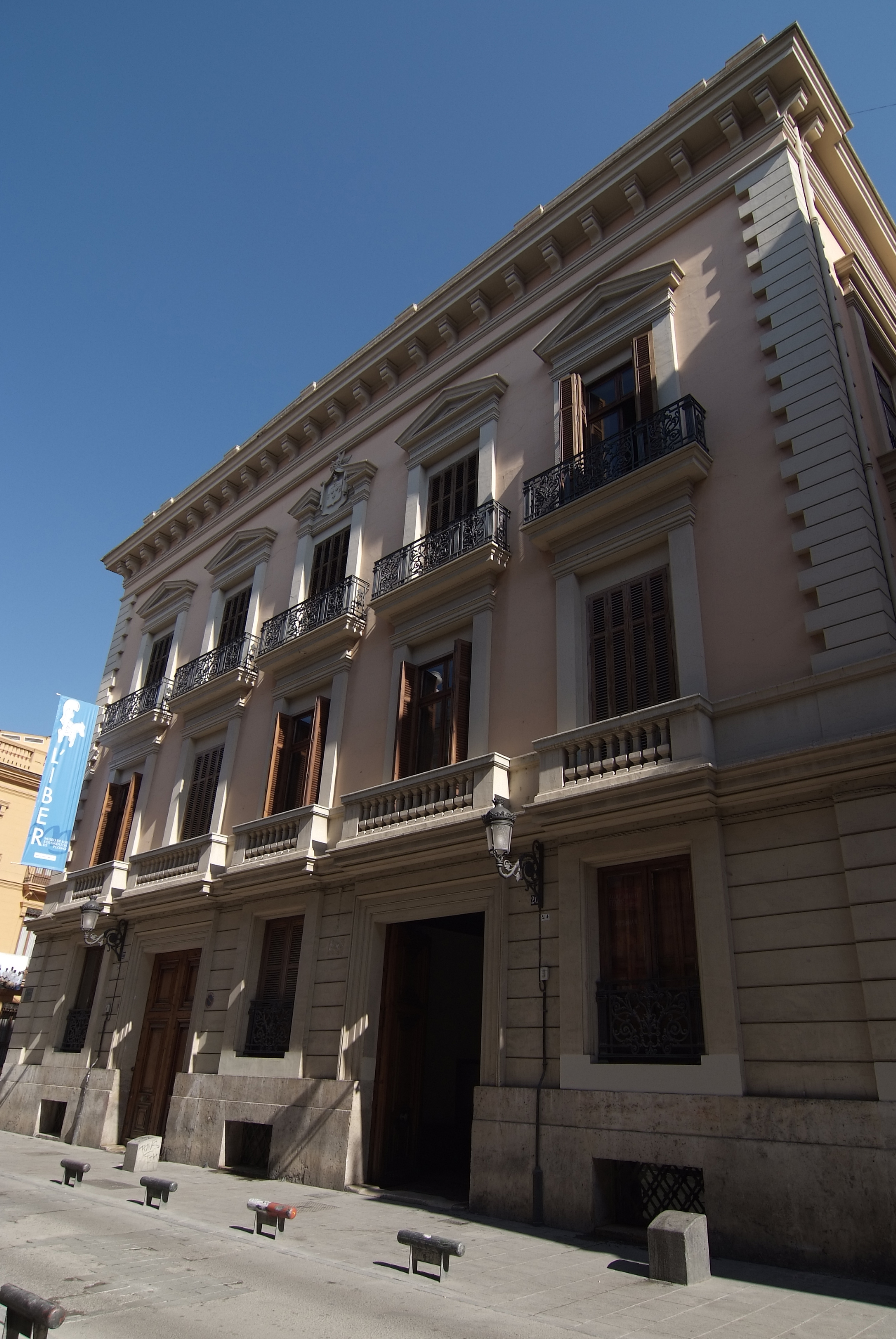
Museo de Soldaditos de Plomo L’Iber

Das Museo de Soldaditos de Plomo L’Iber ist ein öffentliches historisches Museum in der spanischen Stadt Valencia.
Das Museum befindet sich im historischen Palacio de Malferit, einem Herrenhaus aus der Zeit des 14. und frühen 15. Jahrhundert in der Altstadt von Valencia.
Es ist das größte Museum der Welt, das eine Sammlung von Miniatur-Blei- und Zinnfiguren beherbergt. Das Museum wurde 2007 eröffnet und verdankt seine Entstehung der privaten Sammlung des valencianischen Geschäftsmannes Álvaro Noguera Giménez, der mehr als eine Million Figuren bis zu seinem Tode zusammengetragen hatte.
In 14 Räumen mit einer Ausstellungsfläche von mehr als 1000 m² werden über 95.000 besonders historisch bedeutende Stücke gezeigt. Die Kollektionen sind nach Themengebieten zusammengestellt und zeigen die Weltgeschichte der Blei- und Zinnfiguren, wie zum Beispiel aus der Zeit der prähistorischen Dinosaurier bis zum Irak-Krieg, von Alexander dem Großen, das kaiserliche Rom, das Mittelalter von Tirant Lo Blanch, eine Reise durch die Geschichte von Spanien mit seinen königlichen Wachen und Soldaten und der Zeit des Bürgerkrieges, außergewöhnliche Fronleichnamsprozessionen, Kulturen der Kolumbianer und Ägypter, von den Karlistenkriege bis zu den neuesten internationalen Konflikten. Temporäre Ausstellungen ergänzen das Museumsprogramm.
Der aktuelle Museumsdirektor Alejandro Noguera Borel, der Sohn von Álvaro Noguera Giménez, ist ein bekannter spanischer Historiker und Archäologe.

## Galerie

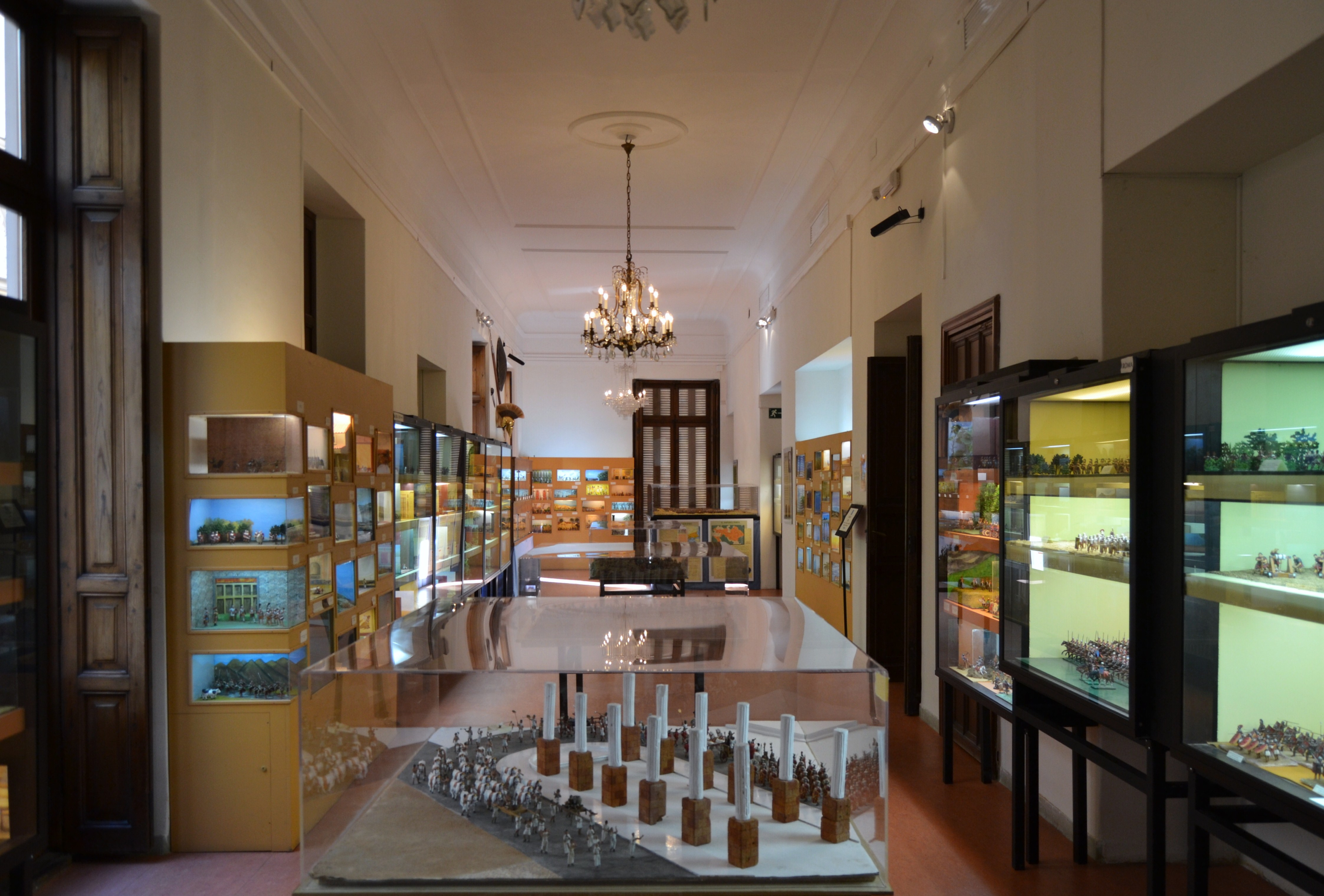
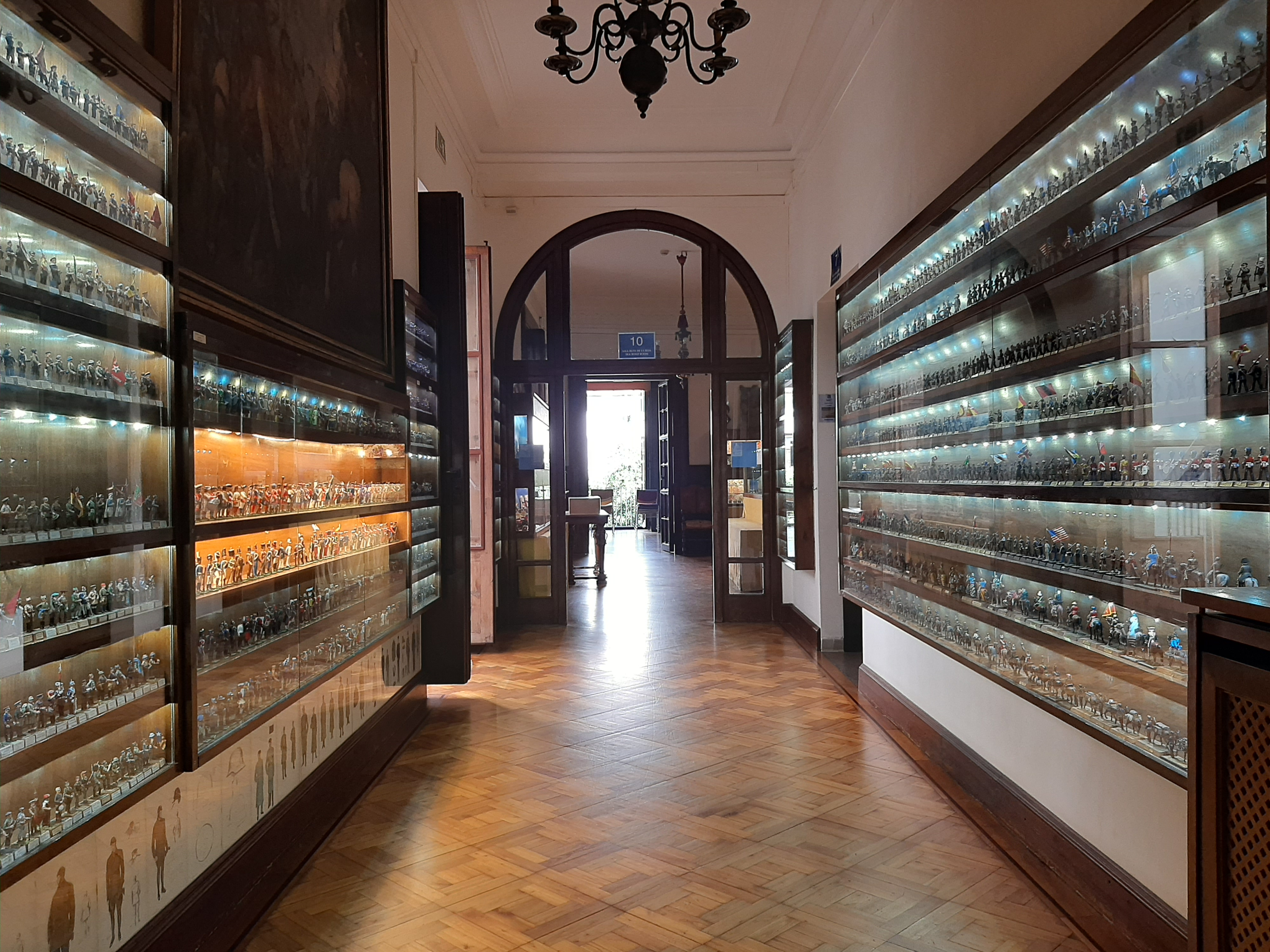
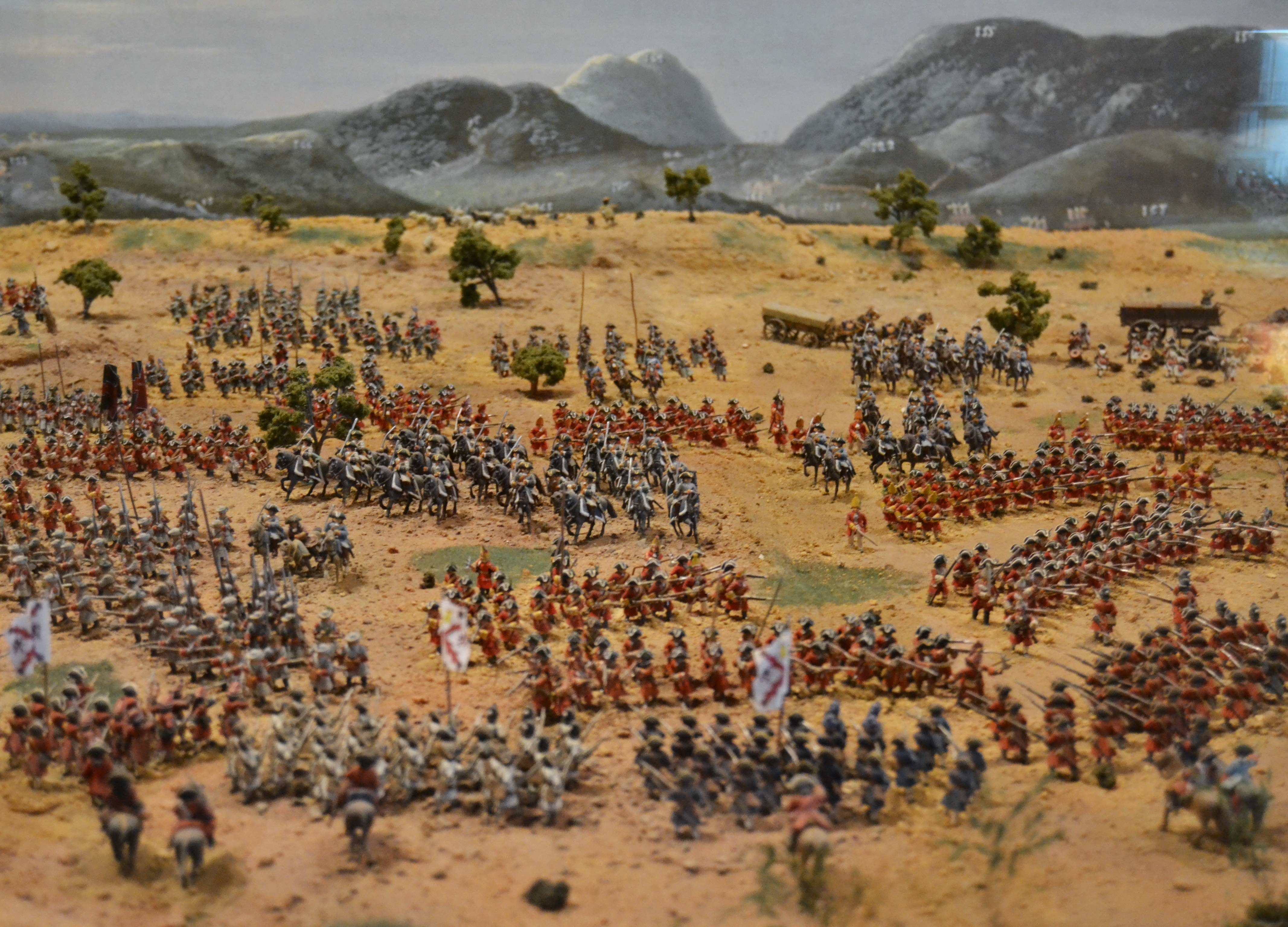
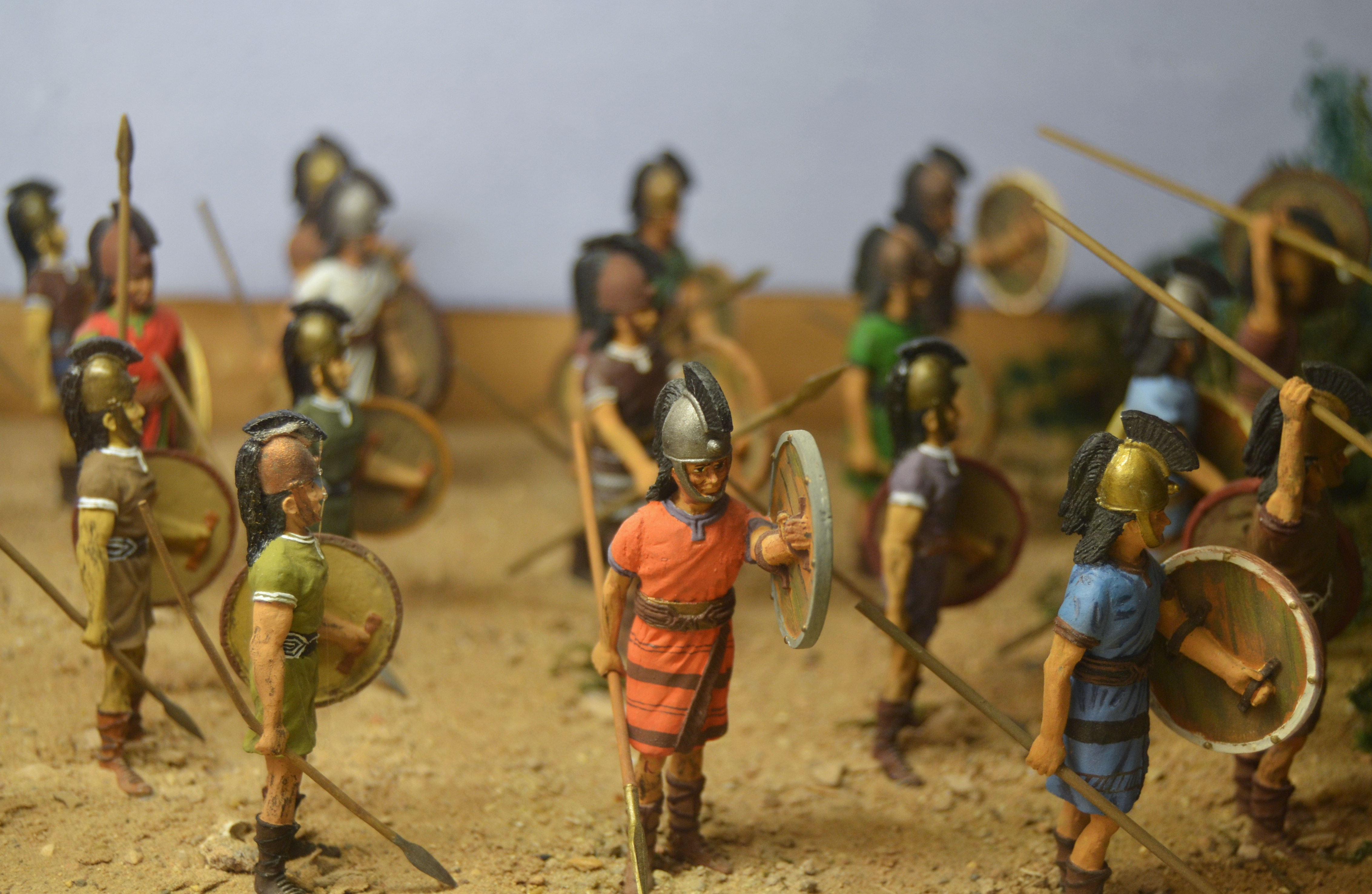